# Hans Christoph von Uechtritz

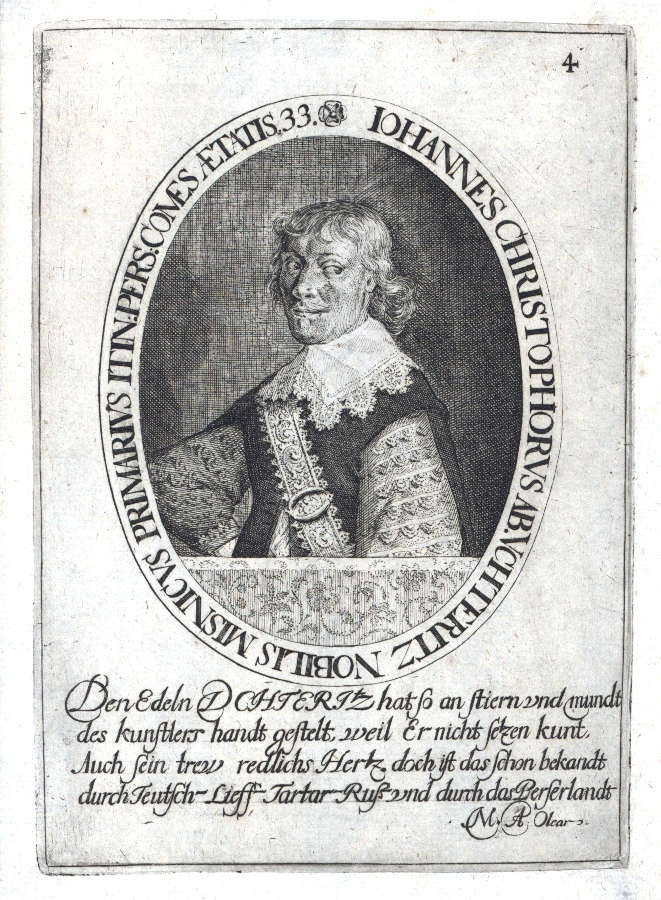
Hans Christoph von Uechtritz

Hans Christoph von Uechtritz (* in Lützschena bei Leipzig; † 1671) war ein schleswig-holsteinischer Hofbeamter.
Uechtritz ist der Sohn von Andreas von Uechtritz. Als Page am Hofe Herzogs Friedrich III. von Schleswig-Holstein-Gottorf erfuhr Uechtritz protestantisch ausgerichteten Unterricht.
In den Jahren 1635 bis 1637 war Uechtritz Mitglied der Gesandtschaft an die Höfe in Moskau und Isphahan. Diese Gesandtschaftsreisen wurden von Adam Olearius geleitet.
Auf seiner großen norddeutschen Reise kam Fürst Ludwig I. von Anhalt-Köthen auch an den Hof von Schleswig. Hier nahm der Fürst um den 3. September 1642 Uechtritz zusammen mit seinem Dienstherrn Herzog Friedrich III. (Schleswig-Holstein-Gottorf) in die Fruchtbringende Gesellschaft auf.
Der Fürst verlieh Uechtritz den Gesellschaftsnamen der Giftige und das Motto hat sein Gegengift. Als Emblem wurde Uechtritz das Nerion blühend (Nerium oleander L.) zugedacht. Im Köthener Gesellschaftsbuch findet sich Uechtritz' Eintrag unter der Nr. 392. Hier ist auch das Reimgesetz verzeichnet, das er anlässlich seiner Aufnahme verfasst hatte:
Das blühte Nerions in sich selbst giftig ist
Der gift die bletter doch dargegen wiederstreben,
An dem gewächse man die gegengift nicht mist:
Wiewol der nahme mir der Giftig’ ist gegeben,
Mein wort es recht erklärt: Man sol zu jeder frist
Wan giftig etwas vor komt im gemeinen leben,
Zu wieder hartem zorn gebrauchen gegengift
Der meßigung, so drin dir frücht des mittels trift.
| Personendaten    | Personendaten                        |
| ---------------- | ------------------------------------ |
| NAME             | Uechtritz, Hans Christoph von        |
| KURZBESCHREIBUNG | schleswig-holsteinischer Hofbeamter  |
| GEBURTSDATUM     | 16. Jahrhundert oder 17. Jahrhundert |
| GEBURTSORT       | Lützschena bei Leipzig               |
| STERBEDATUM      | 1671                                 |